# Kinnula
Kinnula est une municipalité du centre-ouest de la Finlande, dans la région de Finlande-Centrale. Issue en 1904 d'une scission de Kivijärvi, elle ressemble beaucoup à cette commune voisine.

## Géographie
C'est une municipalité très isolée, dans une région largement sauvage et à l'écart de tous les grands axes routiers et ferroviaires du pays. La commune comprend une partie du Parc national de Salamajärvi, sanctuaire des derniers rennes sauvages de Finlande (ceux de Laponie sont en élevage extensif). L'agriculture et la forêt occupent 33 % des actifs.
La commune est bordée par les municipalités et régions suivantes :
- Ostrobotnie-Centrale - municipalités de Perho (à l'ouest) et Lestijärvi (au nord-ouest)
- Ostrobotnie du Nord : Reisjärvi au nord
- Finlande centrale : Kivijärvi au sud, Pihtipudas à l'est

## Démographie
Elle comprend 1 777 habitants (31 août 2012) pour une aire totale de 49 571 km2 dont 3 548 km2 d'eau. Kinnula comprend 66 lacs et les 3 plus grands sont les lacs Kivijärvi, Yläjäppä Alajäppä et Iso-Koirajärvi.
Depuis 1980, la démographie de Kinnula a évolué comme suit :
| Année      | 1980  | 1985  | 1990  | 1995  | 2000  | 2005  | 2010  |
| ---------- | ----- | ----- | ----- | ----- | ----- | ----- | ----- |
| population | 2 248 | 2 309 | 2 307 | 2 272 | 2 117 | 1 933 | 1 821 |

| Année      | 2015  | 2020  |
| ---------- | ----- | ----- |
| population | 1 745 | 1 620 |

## Transports
Kinnula est traversée par la Valtatie 13 (Kokkola-Lappeenranta), par la Kantatie 58, (Kangasala-Kärsämäki) et par la kantatie 77 (Kyyjärvi -Siilinjärvi).

### Distances
- Ville la plus proche : Viitasaari, 65 km
- Gare la plus proche : Kannus, 85 km
- Port maritime le plus proche : Kokkola, 125 km
- Capitale régionale : Jyväskylä, 162 km
- Capitale provinciale : Turku, 421 km
- Capitale : Helsinki, 439 km

## Ville jumelée
- Commune de Konguta, Estonie

## Personnalités
- Mauri Pekkarinen (1947-), député